# Katharina Pfannkuch
Katharina Pfannkuch (* 1982) ist eine deutsche Islamwissenschaftlerin, Journalistin und ehemalige Chefredakteurin.

## Leben
Nach ihrer Schulzeit studierte Katharina Pfannkuch Islamwissenschaften und Arabistik in Kiel, Leipzig, Dubai und Tunis. Seit 2012 arbeitet sie als freie Journalistin für Die Welt, Deutsche Welle, Spiegel, FAZ und Zeit Online. Sie schreibt vor allem über Modegeschichten und gesellschaftspolitische Themen. Als Mode-Expertin war sie bereits mehrfach Gast in verschiedenen Fernsehsendungen.
Von 2020 bis 2021 war sie die Chefredakteurin der Zeitschrift „Maxi“, die vom Verlag Ocean Global (zuvor: Bauer Media Group) verlegt wird.

## Publikationen (Auswahl)
- Das Zinsverbot in der Praxis des Islamic Banking. Diplomica Verlag, Hamburg 2009, ISBN 978-3-86815-117-6.
- Sprachreisen nach Syrien. Den „wahren Orient!“ entdecken? Image und Marke einer touristischen Destination. Schwarz, Berlin 2011, ISBN 978-3-87997-712-3.
- Islamische Versicherungen im deutschen Rechtsraum. Europäischer Hochschulverlag, Bremen 2012, ISBN 978-3-86741-762-4.
- Die Handels-und Migrationsachsen Irak-Amman & Irak-Damaskus. Ein flüchtiges regionales Phänomen? GRIN Verlag, München 2012, ISBN 978-3-656-14240-9.